# Пережогин, Александр Валерьевич

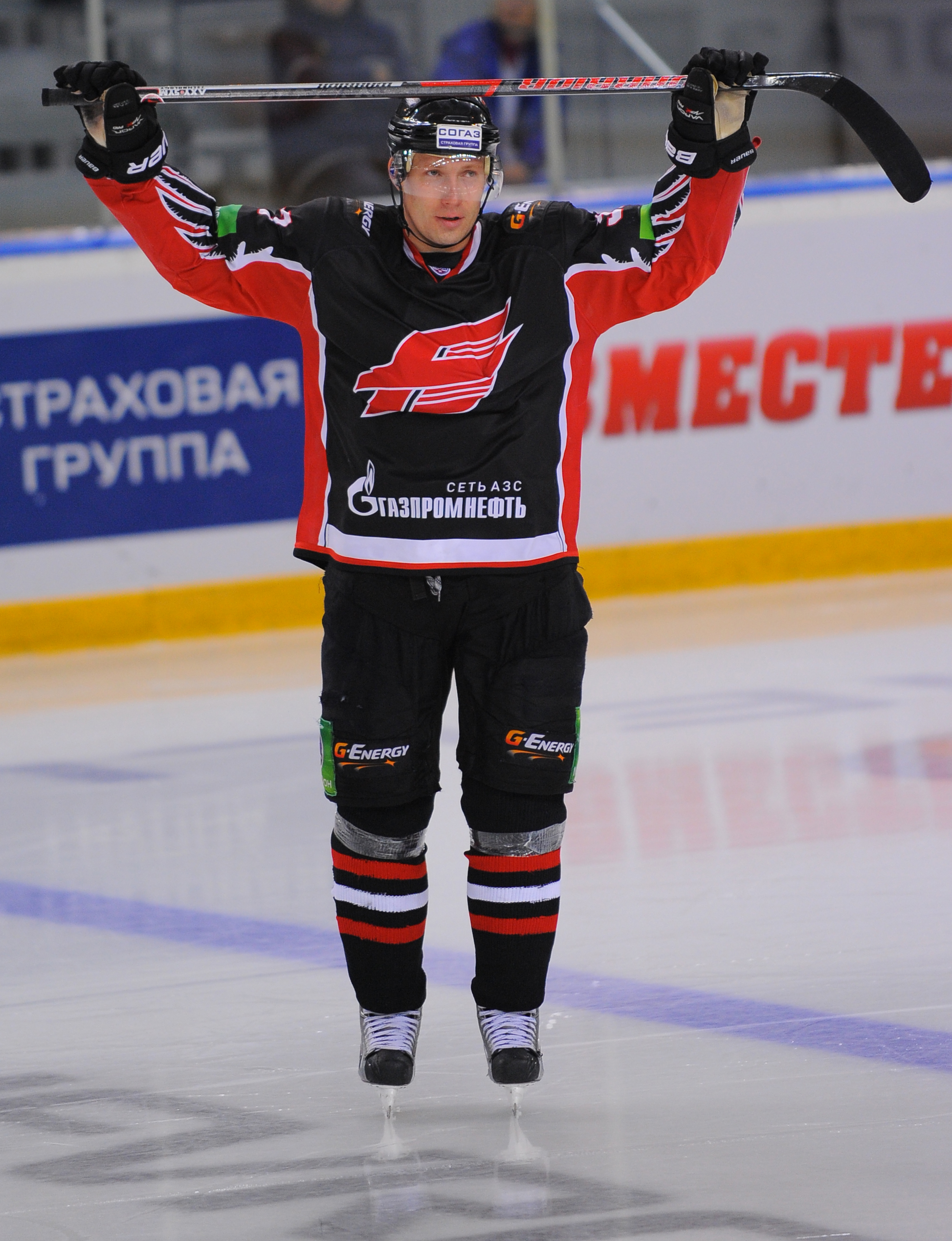
Александр Пережогин. Нападающий «Авангарда»

Александр Валерьевич Пережо́гин (род. 10 августа 1983, Усть-Каменогорск) — российский хоккеист, нападающий. Двукратный чемпион мира (2009, 2012) в составе сборной России. Заслуженный мастер спорта России.

## Биография
Родился 10 августа 1983 года в городе Усть-Каменогорске Восточно-Казахстанской области Казахской ССР.
Воспитанник школы «Торпедо» Усть-Каменогорск и ДЮСШ «Авангард» (Омск). Вместе с группой ребят 1983 года рождения и тренером Сергеем Герсонским переехал из Усть-Каменогорска в Омск в 1996 году.
Первый матч за «Авангард» сыграл в 16-летнем возрасте 19 ноября 1999 года на льду СКК «Иртыш» во встрече с тольяттинской «Ладой» (3:-2). Первую шайбу за «Авангард» забросил 14 ноября 2001 года в Магнитогорске «Металлургу» в ворота Игоря Карпенко.
На драфте НХЛ 2001 года был выбран в первом раунде под общим 25-м номером командой «Монреаль Канадиенс».
В сезоне 2001/02 играл за курганский «Мостовик», затем вернулся в «Авангард». С 2003 года играл за канадский «Гамильтон Булдогс».
30 апреля 2004 года на матче «Гамильтон Булдогс» — «Кливленд Баронз» (англ. Cleveland Barons (2001–06)) плей-офф чемпионата Американской хоккейной лиги произошла драка Пережогина и Гарретта Стэффорда (англ. Garrett Stafford) прямо во время игры. Инициировал происшествие американец. Пережогин наотмашь ударил клюшкой противника, держа ее обеими руками. Стэффорд, получивший сотрясение мозга, был дисквалифицирован на 6 игр, Пережогина отстранили на весь сезон.
Весной 2007 года перешёл в клуб «Салават Юлаев» Уфа. В межсезонье 2010 года заключил контракт на 2 года с командой «Авангард». В мае 2012 года продлил контракт ещё на 4 года.
Заслуженный мастер спорта России (2011) Выпускник высшей школы тренеров Сибирского государственного университета физической культуры и спорта..
16 января 2013 года в матче с ЦСКА забил 100-й гол за «Авангард» в чемпионатах России, став 24-м игроком в истории клуба, которому покорился этот рубеж.
2 октября 2015 года сыграл 450-й матч за «Авангард» против команды «Северсталь» (Череповец). В 450 играх забросил 146 шайб, сделал 127 передач, набрал показатель полезности «+96» и 274 минуты штрафа. Забросил 33 победные шайбы.
29 ноября 2015 года забил 150-ю шайбу за «Авангард» в матче с «Динамо» (Москва).
18 марта 2016 года сыграл 500-й матч за «Авангард» против команды «Салават Юлаев» (Уфа).
15 октября 2016 года в матче против команды «Куньлунь Ред Стар» отдал голевую передачу и заработал 450-е очко в чемпионатах России.
19 октября 2016 года матч против команды «Адмирал» стал для Пережогина 950-м в карьере.
22 ноября 2016 года забил 2 гола в матче с «Ладой», и на его счету стало 250 шайб в чемпионатах России.
Матч 22 ноября 2016 года против «Лады» для Пережогина стал 550-м в КХЛ.
Матч 13 января 2017 года против команды «Северсталь» стал 550-м за «Авангард» в чемпионатах России.
В чемпионате 2016/17 набрал 30 (15+15) очков, что позволило ему войти в десятку лучших бомбардиров «Авангарда» за всю историю. В активе форварда 331 (174+157) очко — это восьмая позиция в рейтинге лучших бомбардиров команды.
Спортсмен неоднократно получал травмы. Одна из самых тяжелых была нанесена в игре против «Тампы», когда Пережогину почти прямым броском попали по челюсти, раскрошившейся от удара чуть ли не полностью. Также была операция на кисти руки. После перелома она срослась неправильно и её повторно оперировали.
Матч 12 октября 2017 года против «Куньлунь Ред Стар» для Пережогина стал 600-м в КХЛ (с учётом плей-офф).
Матч 23 декабря 2017 года против команды «ХК Сочи» стал 600-м за «Авангард» в чемпионатах России. В 600 матчах за «Авангард» Александр Пережогин набрал 340 (178+162) очков, забросив 38 победных шайб.
Матч 12 сентября 2018 года против команды «Ак Барс» (Казань) стал 500-м в КХЛ за ХК «Авангард». В этих матчах на счету форварда 144 шайбы и 139 передач. Забросил 30 победных шайб.
27 октября 2018 года «Авангард» объявил о расторжении контракта с Пережогиным по взаимному согласию сторон. В сезоне 2018/19 Александр провёл за «Авангард» 16 матчей, в которых набрал 7 (0+7) очков.

## Достижения
- Чемпион мира 2001 года среди юниоров, чемпион мира 2002, 2003 годов среди молодежи.
- Обладатель Кубка европейских чемпионов 2005 года.
- Чемпион России 2008 года.
- Чемпион мира 2009 и 2012 годов.
- Обладатель Кубка Континента 2010 и 2011 годов.

Бронзовый призер КХЛ в составе «Салавата Юлаева» (2009—2010)
- Серебряный призёр чемпионата КХЛ в сезоне 2011/2012;
- Участник матча звёзд КХЛ (2013).

## Статистика
| Легенда | Легенда                    | Легенда | Легенда                   | Легенда | Легенда    |
| ------- | -------------------------- | ------- | ------------------------- | ------- | ---------- |
| И       | Количество проведённых игр | Штр     | Штрафное время            | +/−     | Плюс-минус |
| Г       | Голы                       | П       | Голевые передачи          | О       | Очки       |
| -       | Статистика неизвестна      | —       | Статистика не учитывалась |         |            |

### Клубная карьера
- a В этом сезоне в «Плей-офф» учитывается статистика игрока в Кубке Надежды.

## Награды
- Благодарность Президента Российской Федерации (30 июня 2009 года) — за большой вклад в победу национальной сборной команды России по хоккею на чемпионатах мира в 2008 и 2009 годах[13].

## Семья
Жена Ольга
.